# سيمون براون (لاعب كرة قدم)
سيمون براون (بالإنجليزية: Simon Brown)‏ (18 سبتمبر 1983 في المملكة المتحدة - ) هو لاعب كرة قدم بريطاني في مركز الوسط. لعب مع روشدين ودايموندز ونادي ريكسهام ونادي يورك سيتي ووست بروميتش ألبيون وEastwood Town F.C. ‏ وChasetown F.C. ‏ ونادي كيدرمينستر هاريرز لكرة القدم ونادي مانسفيلد تاون ونادي تاموورث.

## وصلات خارجية
- سيمون براون على موقع قاعدة بيانات كرة القدم.إي يو (الإنجليزية)
- سيمون براون على موقع Soccerbase.com (لاعب) (الإنجليزية)